# Парковое
Па́рковое (укр. Паркове, крымскотат. Yañı Küçükköy, Янъы Кучюккой) — посёлок городского типа на южном берегу Крыма. Входит в городской округ Ялта Республики Крым (согласно административно-территориальному делению Украины — Ялтинский горсовет Автономной Республики Крым, в составе Симеизского поселкового совета).

## Население
| 1979 | 1989 | 2001 | 2009 | 2010 | 2011 |
| ---- | ---- | ---- | ---- | ---- | ---- |
| 577  | ↘562 | ↘481 | ↘475 | ↗483 | ↗495 |
| 2012 | 2013 | 2014 | 2016 |      |      |
| ↗498 | ↘490 | ↘403 | ↗410 |      |      |

Всеукраинская перепись 2001 года показала следующее распределение по носителям языка
| Язык       | Процент |
| ---------- | ------- |
| русский    | 85,65   |
| украинский | 13,51   |
| другие     | 0,42    |

## География
Посёлок Парковое расположен в 8,5 км к западу от посёлка Симеиз, разделено на две части «Южнобережным шоссе» — трассой 35К-002 Севастополь — Ялта (по украинской классификации — Н-19). В северной его части находится старое поселение, а в нижний — приморская курортная зона. Площадь посёлка — 144,29 га, высота центра пгт над уровнем моря — 326 м.

## История
Земли в округе деревни Кучук-Кой в конце XIX века принадлежали петербургскому торговцу Растеряеву и на рубеже веков были распроданы тремя частями. Ближнюю к морю, в 1901 году, приобрёл финансист и художник Яков Евгеньевич Жуковский — так появилась усадьба Новый Кучук-Кой. В Статистическом справочнике Таврической губернии. Ч.II-я. Статистический очерк, выпуск восьмой Ялтинский уезд, 1915 г. в Дерекойской волости Ялтинского уезда «Новый Кучук-Кой» записан, как безымянная дача Я. Е. Жуковского при деревне Кучук-Кой. По данным всесоюзной переписи населения 1939 года в селе проживал 91 человек.

Парковое названо в честь паркового ансамбля, расположенного в бывшем имении Якова Жуковского. Дом был построен в 1905 году по плану B. Сергеева при участии архитектора А. Померанцевой. Парк занимает 6 га, его украшают скульптуры А.Матвеева: «Пробуждение» (1907), «Засыпающий мальчик» (1908), «Купальщица» (1910—1911), «Задумчивость» (1906), «Одевающая чулок» (1911), «Задумчивый мальчик», «Спящие мальчики» (1907), «Сидящий мальчик» (1909). Копия последней скульптуры установлена на могиле А.Матвеева на Новодевичьем кладбище. Во время Великой Отечественной войны почти все скульптуры погибли. Лишь отдельные фрагменты оригиналов сохранились в Русском музее (Санкт-Петербург). По ним, а также по копиям, в 1960-е гг. ученики скульптора восстановили работы своего учителя.
Время присвоения бывшей усадьбе названия Парковое пока не установлено, известно, что на 1960 год просто посёлок в составе Оползневского сельсовета уже существовал, а в 1971 году, после присоединения села Бекетово, присвоен статус ПГТ. С 12 февраля 1991 года Гаспра в составе восстановленной Крымской АССР, 26 февраля 1992 года переименованной в Автономную Республику Крым.